# Libro di Elcasai
Il Libro di Elcasai fu il libro sacro degli Elcasaiti, un gruppo di Ebioniti gnostici fiorito nel III secolo. Del libro si conservano alcuni frammenti grazie alle citazioni di autori cristiani.
Sarebbe stato scritto da Elcasai tra il 101, anno in cui Elcasai iniziò il proprio insegnamento, e la fine del regno di Traiano (117): un frammento, infatti, riporta una profezia non avveratasi, secondo la quale tre anni dopo la campagna partica di Traiano (114-116) sarebbe dovuto scoppiare un conflitto globale.
Fu probabilmente composto in lingua aramaica, o quanto meno destinato a lettori che la conoscessero. Il Frammento 9, infatti, contiene un gioco di parole comprensibile solo in aramaico.
Il libro recava la dedica ai Sobiai; Ippolito di Roma assunse erratamente che questo fosse il nome di una persona, ma si tratta di una parola aramaica che significa "battezzato", nome col quale gli Elcasiti facevano riferimento a sé stessi.
Oltre che tra gli Elcasiti, il Libro di Elcasai si diffuse anche tra gli ebrei e gli giudeo-cristiani; attorno al 220 Alcibiade di Apamea ne portò una versione greca a Roma, presso la congregazione di Callisto.

## Frammenti
Del Libro di Elcasai sono conservati dieci frammenti:
1. Ippolito di Roma, Refutatio omnium haeresium 9.13.1-3; Epifanio di Salamina, Panarion adversus omnes haereres 30.17.7
2. Ippolito di Roma, Refutatio omnium haeresium 9.13.3-4, 9.15.1-2;
3. Ippolito di Roma, Refutatio omnium haeresium 9.15.3
4. Ippolito di Roma, Refutatio omnium haeresium 9.15.4-16.1
5. Epifanio di Salamina, Panarion adversus omnes haereres 19.3.5
6. Epifanio di Salamina, Panarion adversus omnes haereres 19.3.6.
7. Ippolito di Roma, Refutatio omnium haeresium 9.16.-24
8. Epifanio di Salamina, Panarion adversus omnes haereres 19.1.8-9
9. Epifanio di Salamina, Panarion adversus omnes haereres 19.4.3
10. Ippolito di Roma, Refutatio omnium haeresium 9.17.1